# René de Chalon
René de Chalon latinisé en Renatus de Châlon, né le 5 février 1519 et mort le 15 juillet 1544, prince d'Orange, comte de Nassau et seigneur de Bréda, succéda en 1540 à l'inamovible comte de Hoogstrate comme stathouder pour Charles Quint des comtés de Hollande et de Zélande, ainsi que de la temporalité d'Utrecht ; après la reconquête du duché de Gueldre, en 1543, il fut également investi de ce gouvernement.

## Biographie

Armoiries de René de Nassau-Dillenbourg, prince d'Orange.

René est le fils unique du comte Henri III de Nassau-Breda et de Claude de Chalon, sœur de Philibert de Chalon, dernier prince d'Orange de la maison de Chalon-Arlay décédé en 1530.
Conformément au testament de ce dernier (1528), il hérite de la Principauté d'Orange. Il relève le nom et les armes de la famille de Chalon-Orange, bien qu'un codicille ultérieur l'en dispense, et appose la devise Je maintiendrai Chalon. Il adopte à partir de 1530 le surnom patronymique de Chalon. Joseph de la Pise (1630), greffier au Parlement d'Orange et auteur d'une histoire de la principauté d'Orange et de ses princes, indiquait que « toutefois durant se vie il porta le surnom de Chalon, tantôt appelé René Chalon de Nassau, tantôt, René de Nassau Chalon, fort fréquemment René de Chalon seulement, ayant pris les plaines armes de Chalon avec cette devise, Je maintiendrai Chalon ».

## Un prince de la Renaissance

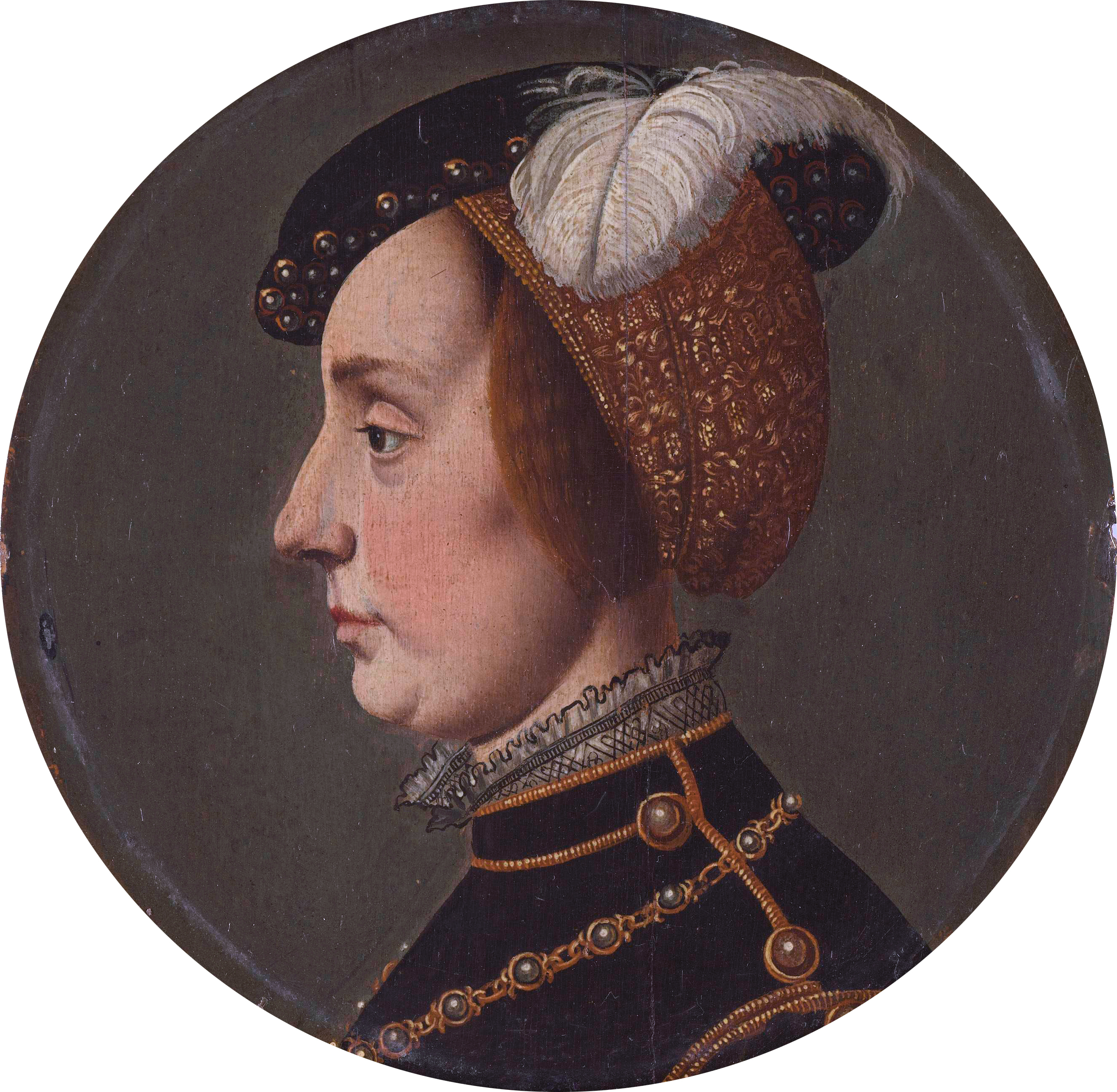
Anne de Lorraine, princesse d'Orange.

Proche de l'empereur Charles Quint, René épousa le 20 août 1540 Anne de Lorraine, fille d'Antoine II, duc de Lorraine et de Bar et de Renée de Bourbon-Montpensier.
Les noces se déroulèrent à Bar-le-Duc, capitale du Duché de Bar. 
Le couple eut, en 1544, une fille, Maria, qui ne vécut que trois semaines. La dépouille de la petite princesse fut enterrée dans la Grande Eglise ou Eglise Notre-Dame à Bréda.
La guerre ayant repris entre le roi François Ier de France et l'empereur, René de Chalon participa au siège de Saint-Dizier, place forte française proche de la frontière Barroise.
Atteint par un impact de couleuvrine, il fut mortellement blessé. L'empereur Charles Quint en personne assista dans son agonie son ami à peine âgé de 25 ans. Il prévint personnellement la princesse de la mort de son mari.

## Hommage posthume

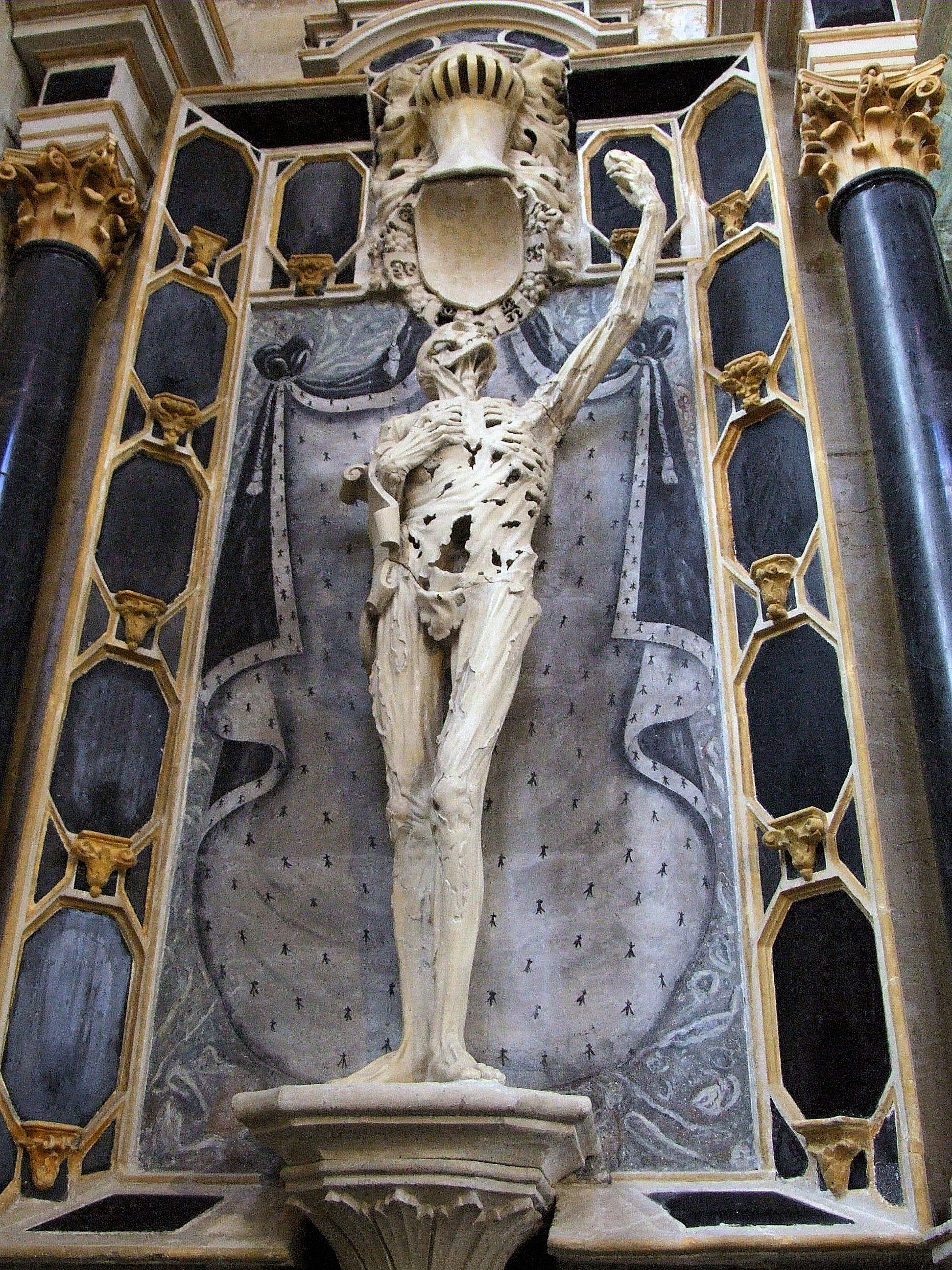
Le Transi de Bar Le Duc, monument funéraire de René de Chalon, prince d'Orange.

Ses restes furent rapatriés en Barrois et des premières funérailles furent célébrées à Bar-le-Duc.
Selon les habitudes funéraires du temps, on sépara son cœur, ses entrailles, ses chairs et ses os. Le cœur et les entrailles restèrent à Bar et furent placés dans la collégiale Saint-Maxe, tandis que le reste fut transféré à Bréda pour reposer auprès de son père et de sa fille.
Sa veuve confia à Ligier Richier la construction d'un transi  pour abriter les restes de son mari.
Œuvre spectaculaire, transférée en 1790 avec les autres reliques des ducs de Bar, on peut aujourd'hui l'admirer dans l'église Saint-Étienne de Bar-le-Duc.

## Succession
Tout comme son oncle Philibert, faute de descendance légitime directe, il dut se résoudre à désigner comme héritier un membre d'une lignée collatérale des Nassau (sans lien avec les Chalon ni les anciens princes d'Orange, alors qu'il existait de nombreux descendants de ces Maisons). Son cousin Guillaume de Nassau-Dillenburg, qui devint célèbre sous le nom de Guillaume le Taciturne, hérita donc de toutes ses terres. On appelle sa descendance Maison d'Orange-Nassau.
René laissa néanmoins un fils naturel, Palamède, qui s'illustra à Vianen en 1566 par le très romantique rapt de la fille du comte Pierre-Ernest Ier de Mansfeld, Polyxène, qu'il épousa quelque temps après.
Fille du duc de Lorraine, Anne, jeune veuve, se remaria en 1548 avec Philippe de Croÿ, duc d'Aerschot, veuf de 52 ans et déjà père d'une nombreuse progéniture à qui elle donna un fils dont l'empereur fut le parrain : Charles-Philippe de Croÿ.

## Titres
- Stathouder de Hollande, Zélande, Utrecht et Gueldre
- Comte de Nassau et Vianden
- Vicomte d'Anvers
- Baron de Bréda, Diest, Herstal, Warneton, Beilstein, Arlay et Nozeroy
- Seigneur de Dasburg, Mont-Sainte-Gertrude, Hooge en Lage Zwaluwe, Klundert, Montfort, Naaldwijk, Niervaart, Polanen, Steenbergen, Bütgenbach, Sankt Vith et Besançon.